# Rebaque HR100
El Rebaque HR100 fue un automóvil de Fórmula 1 diseñado en 1979 por encargo de Héctor Rebaque a Geoff Ferris y a John Barnard, mientras que la construcción del chasis corrió a cargo de Penske Racing para competir al final de la temporada de Fórmula 1 de 1979.

## Desarrollo
Después de competir la temporadas de 1978 y las primeras doce carreras de la temporada de 1979, con autos Lotus adquiridos a Colin Chapman, Rebaque a principios de 1979 encargó a Roger Penske la construcción de un chasis de Fórmula 1, que posteriormente sería designado como el Rebaque HR100-001. El diseño del monoplaza estuvo a cargo de Geoff Ferris con la participación de John Barnard. El auto fue fuertemente influenciado por el diseño del estupendo Lotus 79 que revolucionó la aerodinámica de los F1 con el efecto suelo, aunque también incorporó algunos elementos de los pontones del Williams FW07. El coche estaba equipado con motor un Ford-Cosworth DFV V8 con 2993 cc, normalmente aspirado y neumáticos Goodyear.
El HR100 fue terminado a tiempo para participar en el Gran Premio de Italia de ese año pero no pudo calificar. Para el Gran Premio de Canadá calificó en el lugar 22º de la parrilla de salida pero tuvo que retirarse por problemas en el chasis en la vuelta 26. Finalmente en el Gran Premio de Estados Unidos no logró clasificar.

## Resultados

### Fórmula 1
(Clave) (negrita indica pole position) (cursiva indica vuelta rápida)

| 1979    | Ford Cosworth DFV | G |    |                | ARG | BRA | RSA | USW | ESP | BEL | MON | FRA | GBR | GER | AUT | NED | ITA | CAN | USA | 0 | NC |
| 1979    | Ford Cosworth DFV | G | 31 | Héctor Rebaque |     |     |     |     |     |     |     |     |     |     |     |     | DNQ | Ret | DNQ | 0 | NC |
| Fuente: |                   |   |    |                |     |     |     |     |     |     |     |     |     |     |     |     |     |     |     |   |    |